# Децим Гатерій Агріппа
Децим Гатерій Агріппа (20 рік до н. е. — 32 рік н. е.) — політичний діяч ранньої Римської імперії, консул 22 року.

## Життєпис
Походив з роду Гатеріїв. Син Квінта Гатерія, консула-суффекта 5 року до н. е., та Віпсанії Полли, сестри Марка Віпсанія Агріппи. Свою кар'єру зробив за правління імператора Тиберія. У 15 році став народним трибуном, у 17 році обрано претором-суффектом замість померлого Луція Віпстана Галла.
У 22 році став консулом разом з Гаєм Сульпіцієм Гальбою. Гатерій був одним з найближчим дорадників імператора, зокрема у питання законодавства, розробляв для Тиберія нові закони. Водночас Агріппа затоваришував з впливовим префектом преторія Луцієм Елієм Сеяном. Зрештою цей факт виявився фатальним для Гатерія. Після викриття змови Сеяна у 32 році за наказом Тиберія Децима Гатерія було страчено.

## Родина
Дружина — Доміція Лепіда Старша
Діти:
- Квінт Гатерій Антонін, консул 53 року.